# Vulcan Materials Company
Vulcan Materials Company (NYSE: VMC) er en amerikansk producent af byggematerialer, som er baseret i Birmingham, Alabama. Vulcan producerer især grus, skærver, stenmel og sand. De har ca. 12.000 ansatte på over 400 lokationer i USA.